# Interplanetare Navigation
Als interplanetare Navigation wird die Positionsbestimmung und laufende Bahnverfolgung interplanetarer Raumsonden und ihre Richtungs- bzw. Lageregelung bezeichnet. Alle vier Aufgaben sind die Voraussetzung für die genaue Steuerung von Flugbahnen im Sonnensystem und auch in dessen Außenraum.
Die Geschwindigkeits- und Ortsbestimmung erfolgt durch spezielle Beobachtungsstationen auf der Erde, teilweise auch auf Erdsatelliten. Die Bahnbestimmung der Sonden kann – je nach Missionsziel – in zwei Koordinatensystemen erfolgen:
1. geozentrisch (bezüglich der Erde, vor allem bei Mondflügen), oder
2. baryzentrisch (bezüglich Schwerpunkt des Sonnensystems), wozu noch
3. das topozentrische System der Sonde kommt. Letzteres ist für verschiedene Methoden der bordautonomen Navigation des Raumflugkörpers von Bedeutung.

## Probleme der Flugbahnnavigation
Im Gegensatz zur zwei- bzw. dreidimensionalen Navigation in der Nautik und der Luftfahrt ist in der Raumfahrt die Zeit als vierte Dimension entscheidend, weil sich auch die zu erreichenden Ziele in rascher Bewegung befinden. Außerdem ist der Antrieb der Flugkörper nur kurze Zeit aktiv, wodurch selbst kleinste Fehler zu großen Bahnabweichungen führen.

## Ortungsmethoden von der Erde aus
- Optisch:
  - Richtungsmessung mit sehr lichtstarken Teleskopen
  - Entfernungsmessung (begrenzte Reichweite) mittels Laser
- mit Radiowellen:
  - Richtungsmessung mit großen Radioteleskopen, z. B. des Deep Space Networks. Mit dem Delta-DOR-Verfahren ist eine sehr hohe Genauigkeit erzielbar.
  - Interferometrie analog zum VLBI-Verfahren
  - Entfernungsmessung nach dem Radar-Prinzip
  - Geschwindigkeit mittels Dopplereffekt und
  - Entfernungsdifferenzen aus dessen Integration (analog zur Hyperbelnavigation).

## Bordautonome Methoden
- Räumliche Orientierung durch Sonnen- und Sternsensoren, v. a. für Lageregelung
- Infrared homing (Ansteuerung von Himmelskörpern mit Infrarotsensor)
- Kreiselstabilisierung und Inertialnavigation (Beschleunigungsmessung)
- Richtungsmessung zu Planeten, insbesondere beim Vorbeiflug (z. B. bei Cassini-Huygens)
- Satellite-to-Satellite Tracking (nur in Erdnähe)
- Analyse von Schweregradienten und Magnetfeldern
- Vergleich der Ankunftszeiten von Pulsar-Signalen[1]